# Большая ночь
«Большая ночь» (англ. Big Night) — американская комедийная драма 1996 года режиссёров Кэмпбелла Скотта и Стэнли Туччи. Фильм получил в целом положительные отзывы и собрал $14 млн по всему миру.
Премьера фильма состоялась на кинофестивале «Сандэнс», где он был номинирован на «Большой приз жюри» и удостоен приза за работу сценариста имени Валдо Солта. На фестивале американского кино в Довиле картина была номинирован на «Большой специальный приз». Режиссёры Скотт и Туччи получили награду Сообщества кинокритиков Нью-Йорка и премию Бостонского общества кинокритиков за лучшую режиссуру. Туччи и Джозеф Тропиано получили премию «Независимый дух» за лучший дебютный сценарий.

## Сюжет
Примо («первый») и Секондо («второй») — братья, эмигрировавшие из Италии, чтобы открыть в США итальянский ресторан. Примо — вспыльчивый и талантливый повар, не желающий тратить свой талант на заурядные блюда, которые ожидают клиенты. Секондо старается поддерживать ресторан на плаву, хотя у них не так уж много посетителей, включая художника, который платит своими картинами.
Владелец соседнего, чрезвычайно успешного ресторана предлагает братьям решение: он пригласит своего друга, прекрасного джазового музыканта, чтобы он устроил бенефис в их ресторане. Примо начинает готовить свой шедевр, главный банкет всей жизни для большой ночи братьев.

## В ролях
- Марк Энтони — Кристиано
- Тони Шалуб — Примо («Первый»)
- Стэнли Туччи — Секондо («Второй»)
- Лэрри Блок — мужчина в ресторане
- Кэролин Аарон — женщина в ресторане
- Андрэ Белгрэдер — Стэш
- Минни Драйвер — Филис
- Питер МакРобби — сотрудник кредитного бюро
- Изабелла Росселлини — Габриэла
- Лев Шрайбер — Лео
- Паскуале Каджано — Альберт Н. Пизани
- Кристин Туччи — певица
- Джин Кэнфилд — Чарли
- Иэн Холм — Паскаль
- Эллисон Дженни — Энн

## Отзывы
По оценкам агрегатора Rotten Tomatoes, рейтинг одобрения фильма составляет 96 % на основе 56 обзоров, при этом зрительский рейтинг составляет 8,138. На Metacritic средневзвешенный показатель фильма составляет 80 из 100, основано на 23 отзывах критиков, указывая «в целом благоприятные отзывы».